# Garzareal
Garzareal ist eine Ortschaft und eine Parroquia rural („ländliches Kirchspiel“) im Kanton Zapotillo der ecuadorianischen Provinz Loja. Die Parroquia besitzt eine Fläche von 190,1 km². Die Einwohnerzahl lag im Jahr 2010 bei 1782.

## Lage
Die Parroquia Garzareal liegt in den Ausläufern der westlichen Anden im Südwesten von Ecuador an der peruanischen Grenze. Das Gebiet liegt in Höhen zwischen 180 m und 570 m. Entlang der nordwestlichen Grenze fließt der Grenzfluss Quebrada Pilares nach Südwesten. Im Südosten wird die Parroquia durch den nach Südwesten fließenden Río Alamor. Der etwa 220 m hoch gelegene Hauptort befindet sich 9 km nördlich vom Kantonshauptort Zapotillo.
Die Parroquia Garzareal grenzt im Parroquia Paletillas, im Nordosten an die Parroquia Sabanilla (Kanton Celica), im Südosten an die Parroquia Zapotillo, im Südwesten an die Parroquia Limones sowie im Westen an Peru.

## Geschichte
Die Gründung der Parroquia Garzareal wurde am 23. Juni 1988 im Registro Oficial N° 963 bekannt gemacht und damit wirksam.